# Carlos Real de Azúa
Carlos Real de Azúa (Montevideo, 1916–1977) est un avocat, essayiste, historien, professeur et critique littéraire uruguayen, considéré comme l'initiateur le plus important de la science politique en l'Uruguay.
Son influence sur la culture uruguayenne est seulement comparable à celle de Carlos Vaz Ferreira, José Enrique Rodó, Carlos Quijano et Juan E. Pivel Devoto. Son œuvre écrite est un cas de polymathie.

## Œuvres
- El patriciado uruguayo, Montevideo, 1961.
- El impulso y su freno, Montevideo, 1964[3].
- Cronología comparada de la historia del Uruguay 1830-1945, Montevideo, 1966.
- Política, poder y partidos en el Uruguay de hoy, Montevideo, 1971.
- El clivaje mundial eurocentro – periferia y las áreas exceptuadas (para una comparación con el caso latinoamericano), Montevideo, 1975.
- Uruguay: ¿una sociedad amortiguadora? (posthume), Montevideo, 1985.